# Paul Banks

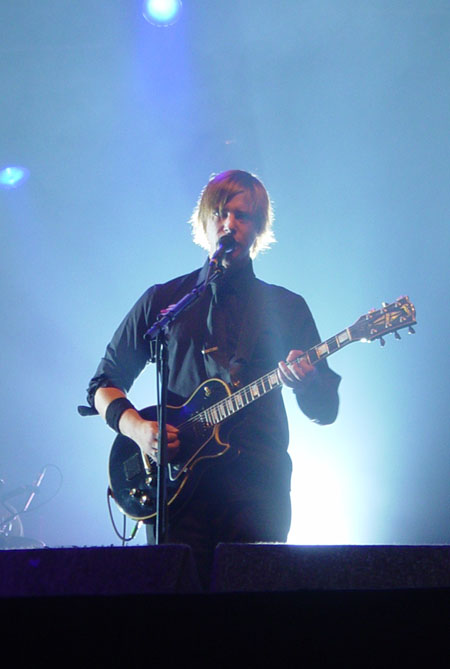
Paul Banks in 2005

Paul Julian Banks (Clacton-on-Sea, Essex, 3 mei 1978) is de frontman van de New Yorkse Indierockgroep Interpol. Banks schrijft alle teksten en speelt ook gitaar. Zijn stem wordt vaak vergeleken met die van Ian Curtis, zanger van Joy Division. Sinds het najaar van 2009 treedt Banks ook op als zijn alter ego Julian Plenti.
Banks werd geboren in Engeland, maar al op driejarige leeftijd verhuisde hij naar Spanje, waar hij het grootste deel van zijn jeugdjaren doorbracht. Later verhuisde hij met zijn familie naar Mexico, waar hij zijn middelbare school afmaakte. Banks spreekt dan ook perfect Spaans.
Uiteindelijk verhuisde de hele familie naar New York, waar Banks Engelse literatuur studeerde aan de New York University. Hij is dan ook een fervent lezer. Hij leest graag werk van onder meer Henry Miller en Ernest Hemingway.
Na zijn studies werkte hij voor enkele tijdschriften en kranten, alvorens hij bij Interpol terechtkwam door Daniel Kessler (gitarist van Interpol), die hij eerder had ontmoet in Parijs, waar ze beiden op Summer School zaten.
Hij heeft een relatie gehad met topmodel Helena Christensen.
- Bibliothèque nationale de France: cb16759616f (data)
- Gemeinsame Normdatei: 1034401106
- International Standard Name Identifier: 0000 0003 6492 0415
- Library of Congress Control Number: no2012145926
- MusicBrainz: 71db5060-324e-4cc5-8ca6-0070220ae000
- Virtual International Authority File: 227488237
- WorldCat: E39PBJrWB6TH3HH9gkBk9MBQMP